# Fernández (plaats)
Fernández is een plaats in het Argentijnse bestuurlijke gebied Robles in de provincie Santiago del Estero. De plaats telt 11.681 inwoners.

## Geboren
- Luis Galván (1948-2025), voetballer